# Antonio Arregui

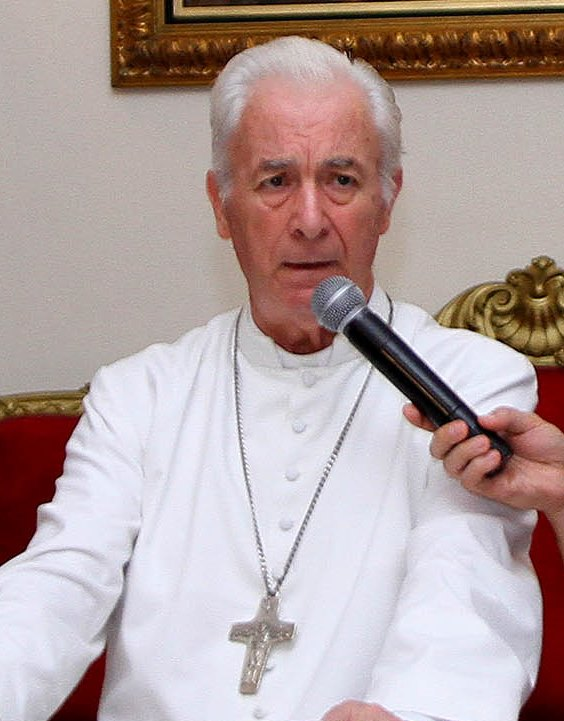
Antonio Arregui (2015)

Wappen von Antonio Arregui Yarza

Antonio Arregui Yarza (* 3. Juni 1939 in Oñate bei Burgos, Spanien) ist ein spanischer römisch-katholischer Geistlicher und emeritierter Erzbischof von Guayaquil.

## Leben
Antonio Arregui Yarza trat 1957 dem Opus Dei bei und studierte Katholische Theologie und Philosophie am Studium Generale des Opus Dei in Spanien. Anschließend wurde er in Rechtswissenschaften an der vom Opus Dei geführten Universität Navarra (Abschluss 1964) sowie in Kanonischem Recht an der Päpstlichen Universität Heiliger Thomas von Aquin (Angelicum) promoviert. Er empfing das Sakrament der Priesterweihe am 13. März 1964 für das Opus Dei. Anschließend war er in der Seelsorge in Ecuador tätig und baute das dortige Opus Dei auf. 1986 erhielt er die ecuadorianische Nationalität.
Papst Johannes Paul II. ernannt ihn 1990 zum Titularbischof von Auzegera und zum Weihbischof im Erzbistum Quito. Die Bischofsweihe spendete ihm am 22. Februar 1990 der damalige Erzbischof von Quito und spätere Kardinal Antonio González Zumárraga; Mitkonsekratoren waren Juan Ignacio Larrea Holguín, Erzbischof von Guayaquil und Militärbischof in Ecuador, und José Mario Ruiz Navas, Bischof von Portoviejo.
Am 25. Juli 1995 erfolgte die Ernennung zum Bischof von Ibarra. Zwischen den Jahren 2001 und 2002 war er zudem Apostolischer Administrator von Tulcán. Am 7. Mai 2003 folgte die Ernennung zum Erzbischof von Guayaquil.
Zwischen 1993 und 1999 war Antonio Arregui der Generalsekretär der Ecuadorianischen Bischofskonferenz (CEE). Im Jahr 1999 wurde er zu deren Vize-Präsidenten gewählt. Für den Zeitraum von 2008 bis 2014 war er Präsident der Ecuadorianischen Bischofskonferenz.
Für seine kritischen Äußerungen zur geplanten neuen Verfassung in Ecuador 2008 erhielt er Morddrohungen.
Papst Franziskus nahm am 24. September 2015 seinen altersbedingten Rücktritt an.